# Natteravn
"Natteravn" er en pop-sang indspillet af den danske sanger Rasmus Seebach fra hans debutalbum af samme navn. Den blev udgivet som albummet's fjerde single i Danmark. Sangen var en stor succes i Sverige i Juni 2010, hvor den toppede højt på den svenske Spotify Chart og toppede med en 4.-plads på Sverigetopplistan, den officielle hitliste i Sverige.
Sangen blev i 2013 parodieret af den norske komiker Morten Ramm.

## Hitliste
| Chart (2009–2010)           | Hitliste Højeste placering |
| --------------------------- | -------------------------- |
| Danmark (Track Top-40)      | 14                         |
| Norge (VG-lista)            | 11                         |
| Sverige (Sverigetopplistan) | 4                          |

## Calling
"Calling (Natteravn)", er den engelsksprogede version af "Natteravn" som blev ugdivet flere steder og blev et mindre hit for Seebach i Tyskland hvor den kom på en #90.-plads på den tyske hitliste.
| Hitliste (2011)                   | Højeste placering |
| --------------------------------- | ----------------- |
| Tyskland (Official German Charts) | 90                |